# Sunipia candida
Sunipia candida är en orkidéart som först beskrevs av John Lindley, och fick sitt nu gällande namn av Peter Francis Hunt. Sunipia candida ingår i släktet Sunipia och familjen orkidéer. Inga underarter finns listade i Catalogue of Life.